# Sandra Kim
Sandra Caldarone (født 15. oktober 1972), bedre kendt som Sandra Kim, er en belgisk sanger med italiensk baggrund som vandt Eurovision Song Contest i Bergen, Norge i 1986 da hun kun var 13 år gammel.
Hun blev født i Montegnée, nær Liège, og begyndte at synge da hun var syv år gammel. Ifølge forfatteren og historikeren John Kennedy O'Connors bog The Eurovision Song Contest – The Official History var hun kun 13 år gammel da hun vandt Eurovision Song Contest, selv om hun i teksten til vindersangen J'aime La Vie (Jeg elsker livet) påstår at hun er 15. Schweiz prøvede at få sangen diskvalificeret da det blev klart at hun var yngre end hun gav sig ud for at være.
I 1994 giftede hun sig med Olivier Gerard, men de skiltes året efter. Hun har været gift med Jurgen Delanghe siden 2001.